# Несіс Юхим Ізраїльович
Юхим Ізраїльович Не́сіс (рос. Ефим Изральевич Несис; * 9 вересня 1922 — † 2009) — російський фізик. Доктор фізико-математичних наук (1965). Професор (1965). Заслужений діяч науки Російської Федерації (1999).

## Біографія
Юхим Ізраїльович Несіс народився 9 вересня 1922 року. 1941 року закінчив три курси Дніпропетровського університету. Учасник Великої Вітчизняної війни .
У 1946—1948 роках завершив навчання на фізико-механічному факультеті Ленінградського політехнічного інституту. У 1949—1951 роках працював асистентом на кафедрі фізики Дніпродзержинського металургійного інституту. 1951 року захистив кандидатську дисертацію.
4 березня 1999 року надано звання «Заслужений діяч науки Російської Федерації» .